# Јован Филиповић
Јован Филиповић (Сремски Карловци, 1819 — Београд, 11. март 1876) био је српски правник, судија, министар правде и просвете Србије.